# Kaiser Wilhelm (pomme)
Pour les articles homonymes, voir Kaiser Wilhelm.

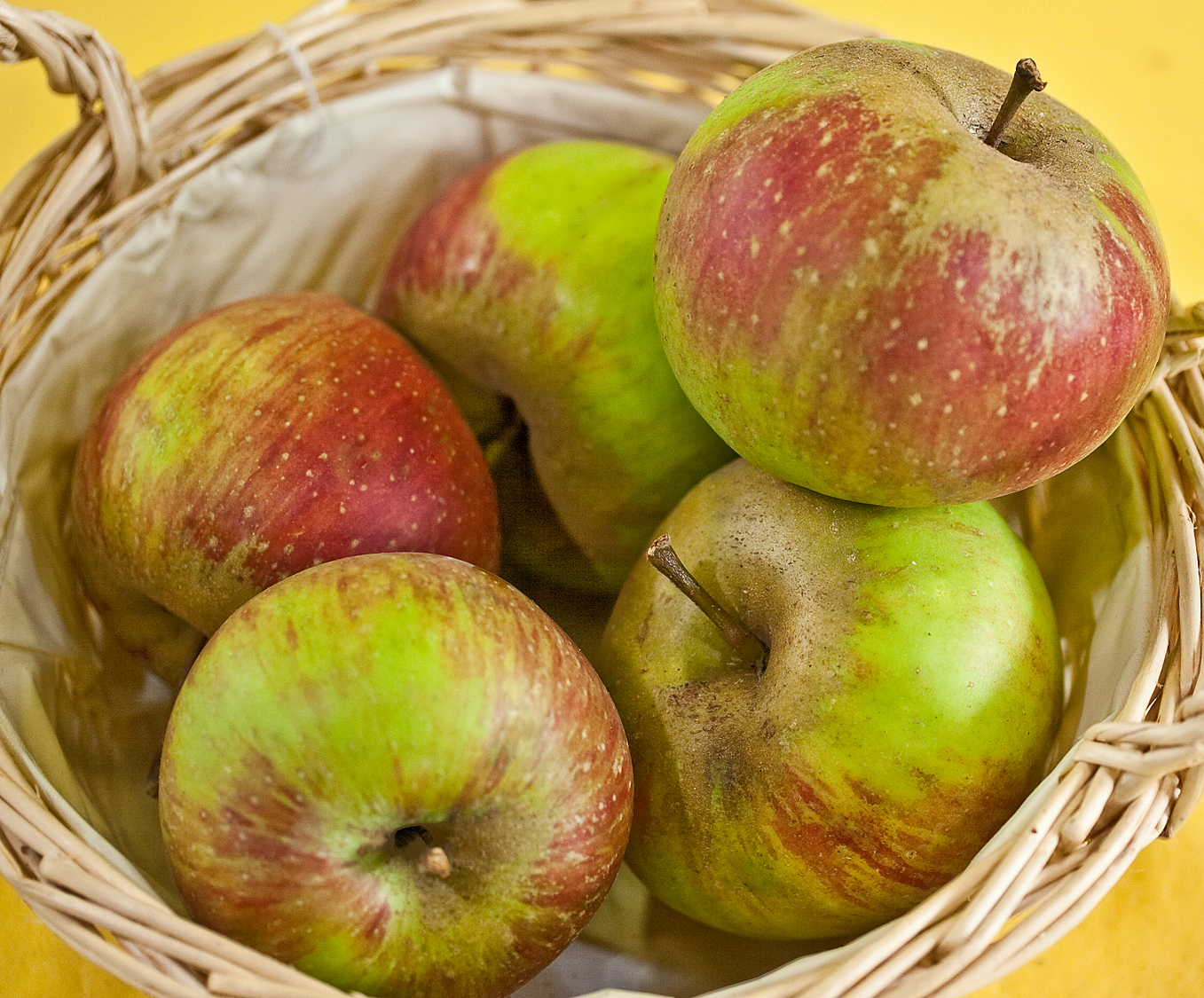
Pommes Kaiser Wilhelm

Kaiser Wilhelm est un cultivar de pommier domestique datant du début du XIXe siècle.
Nom botanique : Malus domestica Borkh Kaiser Wilhelm.

## Description
- Usage:: pomme à couteau ou à cuire
- Épicarpe: rouge
- Calibre: moyen à gros
- Forme: ronde aplatie

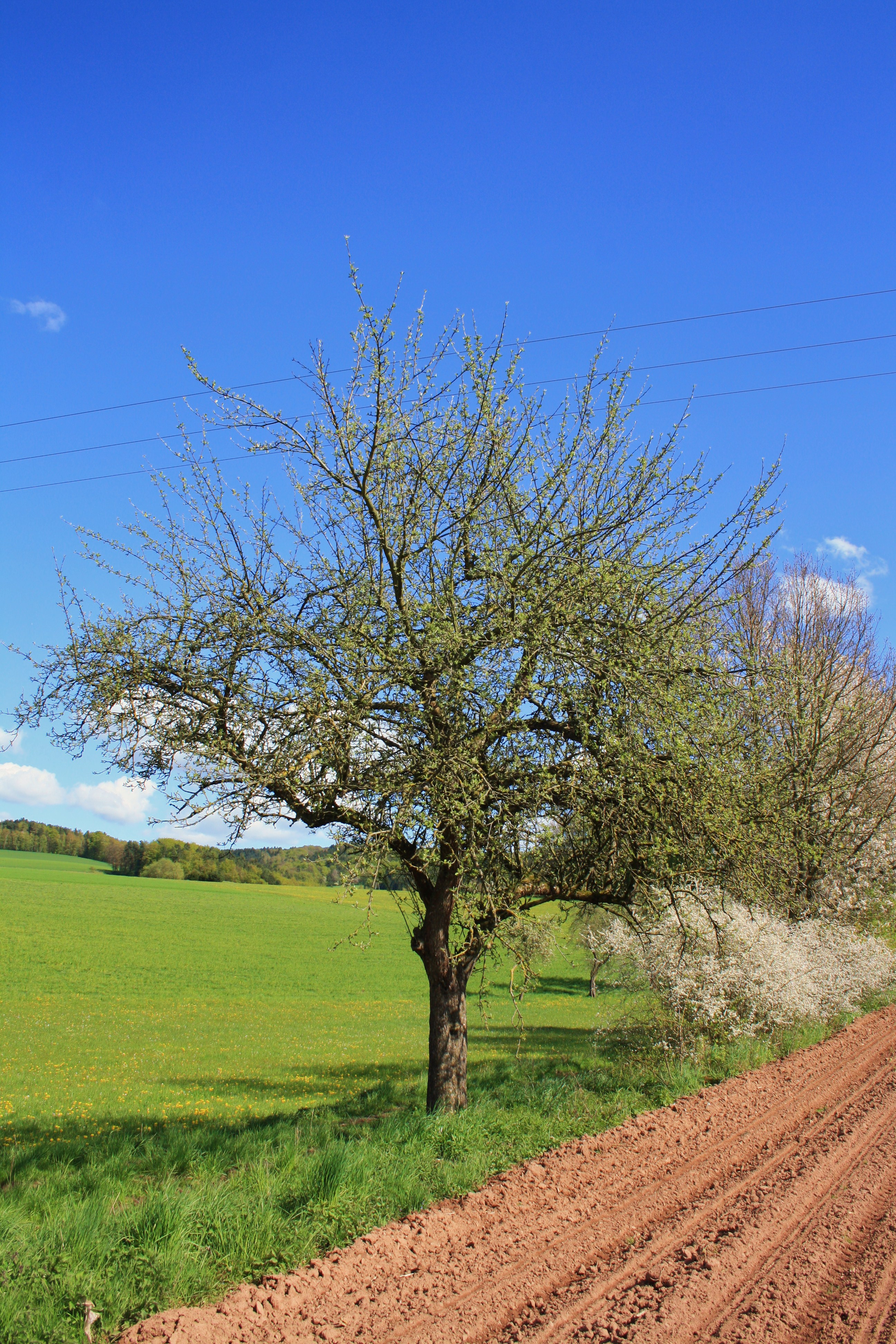
Kaiser wilhelm

- Chair: ferme, assez juteuse et parfumée

## Origine
Cultivar distribué depuis les années 1800.

## Parenté
Descendante de Reinette Harberts

## Pollinisation
Variété diploïde.
Groupe de floraison: C.
Pollinisateurs: Cox's Orange Pippin, James Grieve, Reinette de Landsberg, Ontario, Transparente Jaune, Reine des Reinettes.

## Culture
- Maturité: début octobre
- Conservation: jusqu'en janvier

## Maladies
peu susceptible aux maladies